# Escorial (likér)
Escorial je německý bylinný likér, velmi kořeněné sladké chuti. Má zelenou barvu, kterou mu propůjčila bylina s názvem mařinka vonná, která je zároveň nejdůležitější složkou tohoto likéru. Obsahuje 40–56 % alkoholu. Stvořitelem tohoto nápoje je Anton Riemerschmid.